# Ali Hariri
Ali Hariri o Sheikh Ahmed Bohtani (in curdo: Elî Herîrî) (Harir, 1009 – Cizre, 1079/1080) è stato un poeta curdo della lingua kurmancî, considerato un pioniere della letteratura classica curda sufi e un fondatore della tradizione letteraria curda..

## Biografia
Hariri nacque nel 1009 nel villaggio di Harir, parte del distretto di Hakkâri di Bohtan. Fu menzionato per la prima volta da Ahmad Khani nel XVII secolo e su di lui si conoscono informazioni limitate. La sua poesia si concentrava sull'amore, l'amore per il Kurdistan, sulla sua meravigliosa natura e la bellezza della sua gente. Le poesie erano popolari e si diffusero in tutto il Kurdistan. Secondo lo storico Muhibbî, Hariri si trasferì a Damasco per studiare ed ebbe un figlio di nome Şex Ehmed († 1048) che forse era un mullah e un faqih.
Morì a Cizre e la sua tomba è considerata un luogo sacro e visitata ogni anno da numerose persone.